# Химик
Химикът е учен, работещ в областта на химията – науката за състава, структурата и свойствата на веществата и за превръщането на едни вещества в други в хода на различни химични реакции. Химиците изучават състава и свойствата на непознати вещества, разработват методи за възпроизводство и синтез на полезни вещества или създават нови изкуствени вещества. Те могат да се специализират в определена подобласт на химията – биохимия, химично инженерство, аналитична химия, физикохимия и други.